# Robert Kaleski

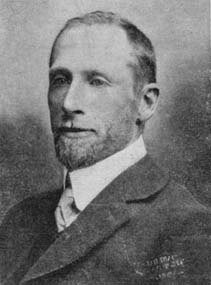
Robert Kaleski

Robert Kaleski (* 19. Januar 1877 in Burwood, Sydney, New South Wales; † 1. Dezember 1961 in Hammondville, Sydney) war ein australischer Journalist, Schriftsteller, Kynologe und Hundezüchter.
Kaleski war neben der Hundezucht Verfasser zahlreicher Artikel über Hunderassen wie den Australian Cattle Dog, Stumpy Tail Cattle Dog und Kelpie. 1903 veröffentlichte er den ersten Rassestandard des Australian Cattle Dog. Sein 1914 erstmals erschienenes Buch "Australian Barkers and Biters" war eine Zusammenstellung einiger seiner Artikel und Aufsätze. Die Ausgabe von 1933 war eine komplette Überarbeitung, in der er seine Theorien über die Abstammung des Haushundes darlegte und den australischen Dingo als ersten Hund der Welt beschrieb.

## Schriften
- Australian Barkers and Biters (a Vintage Dog Books Breed Classic – Australian Cattle Dog). Read Country Books, 2005, ISBN 1-905124-76-7.
- Als Coautor: The Australian settler's complete guide : scientific and practical, Sydney : Anthony Hordern and Sons, 1910
- Cattle dogs and sheep dogs, Sydney : Department of Agriculture, 1910
- A record of forestry in New South Wales, Sydney : A.J. Kent, Government Printer, 1926